# Fürstenberg (Schiff)
Die Fürstenberg ist ein kleines Fahrgastschiff, das 2010 in Berlin gesunken ist und seit seiner Hebung in Hohen Neuendorf restauriert wird.

## Geschichte
Als Schloss Jägerhof wurde die Fürstenberg 1939 auf der Schiffswerft Jean Stauf in Königswinter am Rhein für die Rheinische Bahngesellschaft AG in Düsseldorf gebaut. Das für 200 Fahrgäste zugelassene Schiff wurde am 16. August 1939 getauft. Seinerzeit verfügte es über einen MAN-Dieselmotor mit 156 PS. 1976 wurde das Schiff nach Boppard verkauft. Unter dem Namen Gedeonseck wurde es für Fahrten mit 154 Fahrgästen auf dem Rhein zugelassen und eingesetzt. Von 1982 bis 1990 war das Schiff unter dem Namen Limberg in Sasbach am Rhein für den Eigner Hans-Jürgen Woditsch unterwegs. Anschließend kaufte es die Berliner Reederei Bethke und 1991 wurde das Schiff nach Berlin überführt. Nach einem Umbau erhielt es den Namen Fürstenberg. Das Fahrgastschiff erhielt einen neuen Motor mit 120 PS und war für 100 Fahrgäste (50 im Salon, 50 auf dem Sonnendeck) zugelassen. Jedoch lag die Fürstenberg seit 1991 öfter in Berlin-Tegel ungenutzt auf.
2001 – wiederum für die Reederei Bethke – wurde das Schiff mit den Abfahrtsorten des namensgebenden Fürstenberg und Oranienburg eingesetzt. Die Fahrten führten das Schiff nunmehr über die Havel. 2008 ging das Schiff in den Besitz der Reederei Unger über, die es unter dem Namen Haitabu zu einem Themenschiff (Wikingerschiff) umbauen wollte. Diese Pläne wurden nicht realisiert.
2010 sank die Fürstenberg in Berlin-Spandau auf Grund. Die Hohen Neuendorfer Marina Havelbaude hob das marode Schiff und kaufte es. Seit 2011 wird das Schiff im brandenburgischen Hohen Neuendorf durch die Marina Havelbaude rekonstruiert. Der Umbau beinhaltet eine Schiffsrumpfverkürzung auf 19,95 Meter, um für die Führung des Fahrzeuges kein Schifferpatent für die Binnenschifffahrt B zu benötigen. 
In den 2020er Jahren wurde die nicht fahrtüchtige Fürstenberg zu Wasser gelassen und dient seither Musikschaffenden an einem Ausflugslokal an der Marina Havelbaude als Bühne. 